# تبدیل‌های سینوسی و کسینوسی

تبدیل‌های سینوسی و کسینوسی فوریه

تبدیل‌های سینوسی و کسینوسی فوریه در ریاضیات گونه‌ای از تبدیل‌های فوریه هستند که از اعداد مختلط استفاده نمی‌کنند. این تبدیل‌ها اولین بار توسط ژوزف فوریه مطرح شدند و هنوز در پردازش سیگنال و آمار کاربرد دارند.

## تعریف

### تبدیل سینوسی
تبدیل سینوسی فوریه تابع {\displaystyle f(t)} که گاهی با {\displaystyle {\hat {f}}^{s}} و گاهی با {\displaystyle {\mathcal {F}}_{s}(f)} نشان داده می‌شود، به صورت زیر تعریف می‌شود:
{\displaystyle 2\int \limits _{-\infty }^{\infty }f(t)\sin \,{2\pi \nu t}\,dt}
اگر {\displaystyle t} نمایانگر زمان باشد، انگاه {\displaystyle \nu } (خوانده می‌شود نو) نشان‌دهندهٔ فرکانس در واحد زمان در هر دوره خواهد بود. اما به طور کلی این دو می‌توانند هر جفت متغیر همزادی باشند.
این تبدیل همواره یک تابع فرد نسبت به فرکانس است، یعنی به ازای تمام {\displaystyle \nu }ها داریم:
{\displaystyle {\hat {f}}^{s}(\nu )=-{\hat {f}}^{s}(-\nu )}
برخی از نویسندگان برای توابع فرد نسبت به {\displaystyle t} تنها تبدیل سینوسی را تعریف می‌کنند زیرا تبدیل کسینوسی در این‌گونه توابع برابر با صفر خواهد بود. از آنجایی که سینوس نیز یک تابع فرد است، می‌توان از فرمول ساده‌تر زیر نیز برای این تبدیل استفاده کرد:
{\displaystyle 4\int \limits _{0}^{\infty }f(t)\sin \,{2\pi \nu t}\,dt}

### تبدیل کسینوسی
تبدیل کسینوسی فوریه تابع {\displaystyle f(t)} که گاهی با {\displaystyle {\hat {f}}^{c}} و گاهی با {\displaystyle {\mathcal {F}}_{c}(f)} نشان داده می‌شود، به صورت زیر تعریف می‌شود:
{\displaystyle 2\int \limits _{-\infty }^{\infty }f(t)\cos \,{2\pi \nu t}\,dt}
این تبدیل همواره یک تابع زوج نسبت به فرکانس است، یعنی به ازای تمام {\displaystyle \nu }ها داریم:
{\displaystyle {\hat {f}}^{c}(\nu )={\hat {f}}^{c}(-\nu )}
برخی از نویسندگان برای توابع زوج نسبت به {\displaystyle t} تنها تبدیل کسینوسی را تعریف می‌کنند زیرا تبدیل سینوسی در این‌گونه توابع برابر با صفر خواهد بود. از آنجایی که کسینوس نیز یک تابع زوج است، می‌توان از فرمول ساده‌تر زیر نیز برای این تبدیل استفاده کرد:
{\displaystyle 4\int \limits _{0}^{\infty }f(t)\cos \,{2\pi \nu t}\,dt}